# Reno 911!: Miami
Reno 911!: Miami er en amerikansk mockumentary komediefilm fra 2007 instrueret af Robert Ben Garant og produceret af Danny DeVito. Filmen er en fortsættelse til komedieserien Reno 911!.

## Medvirkende
- Thomas Lennon
- Ben Garant
- Kerri Kenney-Silver
- Cedric Yarbrough
- Carlos Alazraqui
- Wendi McLendon-Covey
- Niecy Nash
- Mary Birdsong
- Nick Swardson
- Michael Ian Black
- David Koechner
- Patton Oswalt
- Danny DeVito
- Dwayne Johnson
- Paul Rudd
- Paul Reubens
- Marissa Petoro